# 淡色杜鹃
，是鹃形目杜鹃科的一种鸟类。
淡色杜鹃体重约87.7克，翼长约186.2毫米，嘴峰长约26.5毫米，喙宽度约6.6毫米，喙厚度约7毫米，跗蹠长约22.7毫米，尾长约162毫米。淡色杜鹃在其分布区内为留鸟，其栖息在半开放的高大树木组成的森林中，为肉食性动物，主要以陆生无脊椎动物为食。
淡色杜鹃分布于澳大利亚和塔斯马尼亚。该物种是单型物种，没有亚种分化。